# 莊姪
莊姪，战国时期楚頃襄王的夫人。
莊姪是縣邑之女。頃襄王喜欢登台榭游玩，出入不時，年近四十，不立太子。劝諫之人被蔽塞，屈原被放逐，国家濒临崩溃。秦国蚕食楚国，派遣張儀離間楚国国内。張儀使其左右对頃襄王说「南游於唐，五百里有樂焉」。頃襄王将要前去。莊姪年十二岁，以緹竿為幟，等在南郊道旁，頃襄王車驾至，莊姪舉幟使得頃襄王注意。頃襄王派人问她，莊姪劝谏楚王，国有三難五患（三難：王離國五百里、国無太子、禍亂将成；五患：宮室相望，城郭闊達；宮垣衣繡，民人無褐；奢侈無度，國且虛竭；百姓飢餓，馬有餘秣；邪臣在側，賢者不達）。頃襄王听从莊姪之言，立刻回到国都。城門已閉，頃襄王動員鄢郢之軍镇压反乱之人而获胜。于是立莊姪为夫人，地位在楚怀王夫人鄭袖之右。莊姪虽有違礼之事，但能劝说頃襄王節儉愛民，楚国得以再次強大，吞并泗上、江东，称雄东南。